# Casa adosada
En inglés, se utilizan los términos terrace(d) house y row house, en arquitectura y planeamiento urbano, para designar un tipo de casas que podrían llamarse viviendas unifamiliares adosadas, aunque existen casas con dos o más apartamentos, uno por piso. Típicamente se trata de viviendas de dos pisos, compuestas por una planta baja, que alberga sala, comedor, cocina, áreas comunes y una planta alta, que incluye los dormitorios. Se originaron a finales del siglo XVII, y en él un grupo de casas idénticas comparten sus paredes externas. La primera y la última vivienda de cada hilera se llama end terrace, generalmente más grande que las que se encuentran en medio.[cita requerida]

## Galería

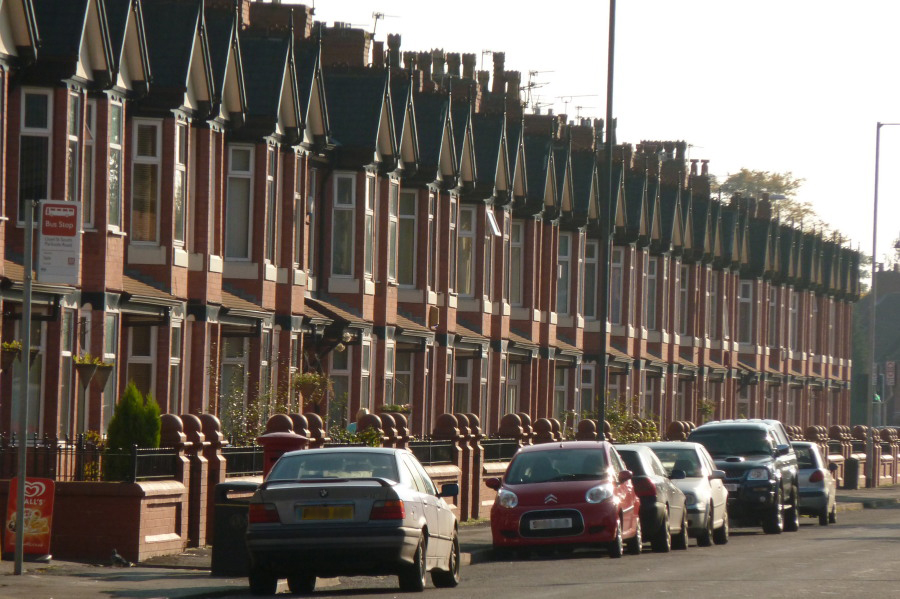
Casas adosadas en Mánchester (Inglaterra)
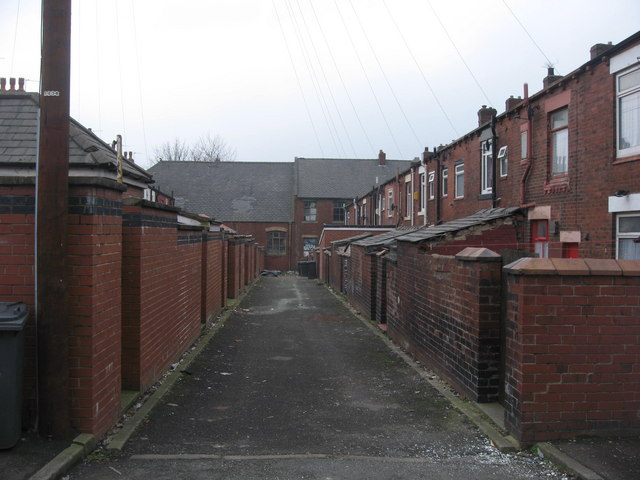
Callejón posterior de un conjunto de viviendas, en Mánchester.
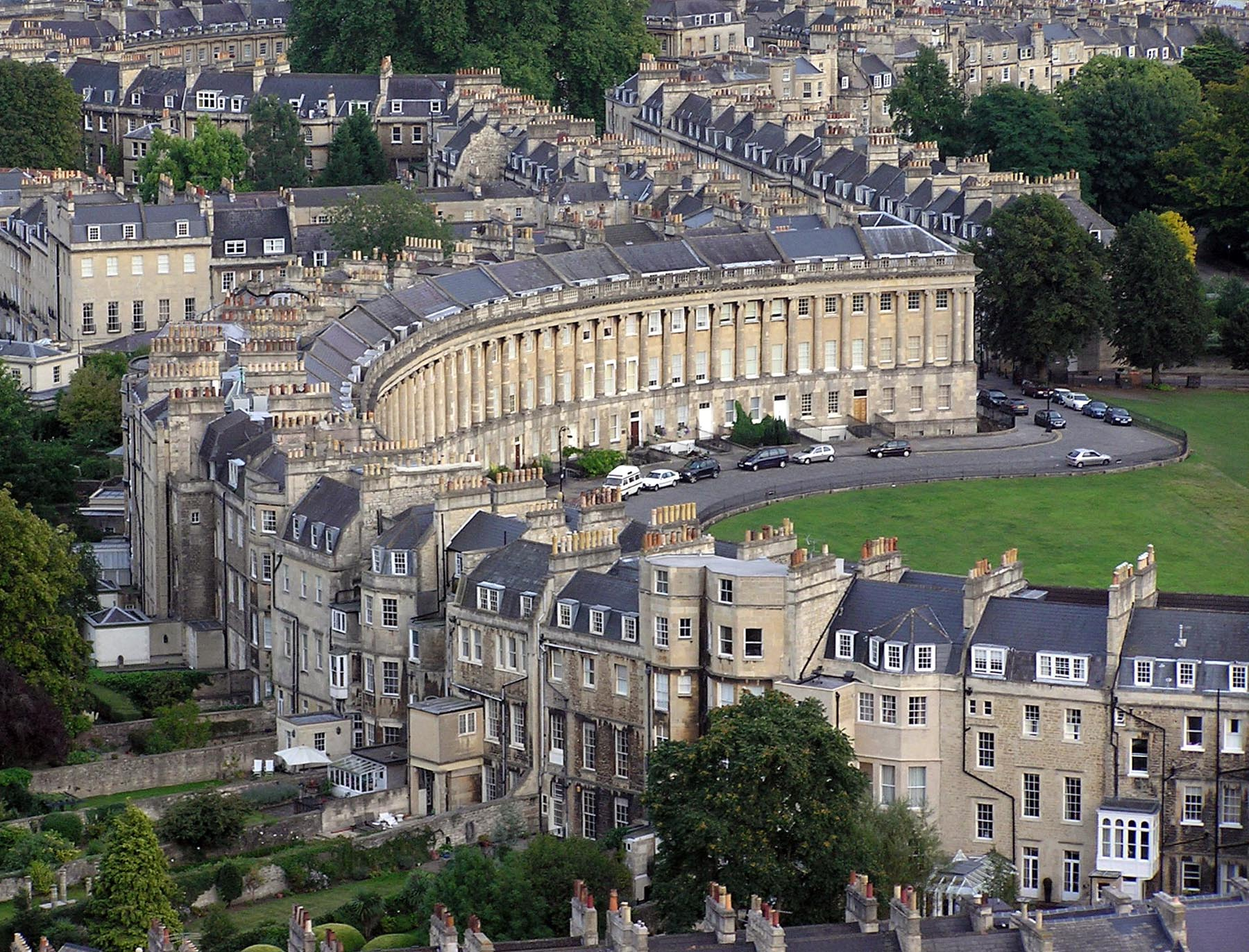
Ejemplo de viviendas de lujo en Royal Crescent, en la ciudad inglesa de Bath.
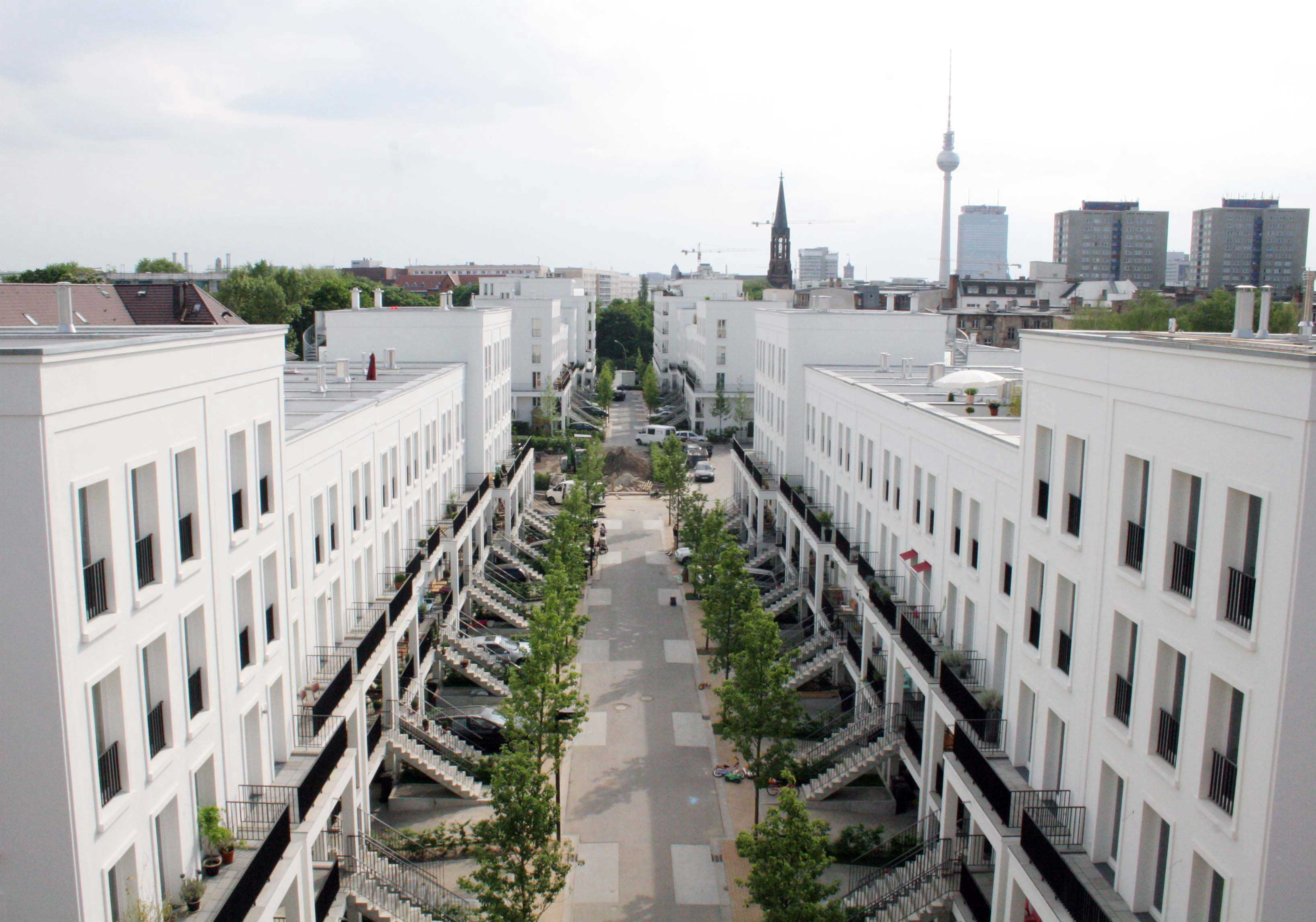
Casas adosadas en Berlín (Alemania)